# Alain Suby
 (juin 2012).
Si vous disposez d'ouvrages ou d'articles de référence ou si vous connaissez des sites web de qualité traitant du thème abordé ici, merci de compléter l'article en donnant les références utiles à sa vérifiabilité et en les liant à la section « Notes et références ».
Alain Jean René Suby, né en 1943 à Toulon, est un peintre, sculpteur et graveur français.

## Biographie
Alain Suby s'inscrit à l'école des beaux-arts de Toulon où il étudie de 1958 à 1961 et obtient un diplôme CAFAS. Admis à l'École nationale supérieure des beaux-arts de Paris de 1961 à 1965, il est diplômé en arts plastiques. Il voyage en Angleterre, aux Pays-Bas, en Allemagne et aux États-Unis. Il étudie la sculpture à l'Université de Berkeley (Californie) de 1961 à 1968. Pour vivre et se payer son master de sculpture, il est portier dans un restaurant français à San Francisco et collaborateur de son professeur Peter Voulkos à Berkeley. Il quitte la Californie à cause de la guerre du Viêt Nam et rejoint Paris.
Il travaille alors la photographie et la gravure dans des grands formats qu'il expose dans des galeries parisiennes, aux côtés d'Alechinsky, Chagall, César ou Kandinsky. Suby voyage en Angleterre, en Allemagne, en Espagne et en Grèce. Admis à l'Académie de France à Rome, il réside entre 1973 et 1975 à la villa Médicis, sous la direction de Balthus, et y peint une soixantaine d'œuvres en deux ans. 
De 1981 à 1983, il travaille la lithographie, la gravure et la peinture à la Cité internationale des arts, et fonde, en collaboration avec le poète Christian Gabriel/le Guez Ricord, l'atelier de la Porte Dorée en 1986, et réalise le livre La Quadrature du Feu avec lui. Il se consacre dès lors aux livres d'artistes.
Il est nommé professeur à l'école supérieure des beaux-arts de Nîmes. 
Il fréquente Jean Giono, Giacometti, Zadkine, Clavé, Durrbach, Peggy Guggenheim à Venise en 1975.
Il partage son temps entre Paris et son atelier de Cogolin.

## Œuvres dans les collections publiques
Alain Suby réalise des œuvres monumentales (sculptures, peintures murales, tapis), en France, Suisse, États-Unis, Liban et Corée du sud.
Au Canada
Toronto, musée des beaux-arts de l'Ontario.
En France
- Aix-en-Provence, Cité du livre, Fondation Saint-John Perse : eaux-fortes, bois gravés, peintures, sculptures, manuscrit et livres.
- Paris :
  - département des Estampes et de la Photographie de la Bibliothèque nationale de France.
  - École nationale supérieure des beaux-arts :
    - Sans titre, 1983, quatre lithographies ;
    - Sans titre, 1983, estampe ;
    - Sans titre, 1984, eau-forte deux plaques d'acier ;
    - Sans titre, 2004, sérigraphie ;
    - Stèle, 2009, bois gravé.

  - Fonds national d'art contemporain.

En Suisse
- Genève, musée d'art et d'histoire de Genève.

## Ouvrages illustrés
- Christian Gabrielle Guez Ricord, La Quadrature du Feu, 1986.
- Carnet de dessins no 6, carnet de douze dessins, édition tirée à vingt exemplaires, 2008.
- Fonts Frèges, premier numéro de la revue le 2 mars 2008. Éditée à deux cent trente exemplaires sur MBM Arna, Vélin d'Arches par un artisan typographe et comportant des gravures en couleurs, avec des poèmes de Christian Gabriel/le Guez Ricord, Michel-Georges Bernard, Bernard Vargaftig, Bernar Mialet, Alban Meurent, et des collages d'Yves Reynier.
- Tu décapites les asphodèles, encres rehaussées à l'aquarelle, Cogolin, Atelier de la Porte Dorée, sans date.

## Expositions
Alain Suby participe à de nombreuses expositions personnelles en France et à l'étranger ainsi que de nombreuses biennales, triennales, salons, expositions de groupes en France et à l'étranger.